# Milonga
Milonga je lidový tanec pocházející z Argentiny, který vychází z tance candombe. Typem kroků je podobný argentinskému tangu (i když podstatně jednodušší), ale je rychlejší a rytmičtější. Charakter milongy (na rozdíl od tanga) je veselý a hravý. Z hudebního hlediska se milonga zapisuje ve 2/4 rytmu, akcenty jsou na 1., 4. a 7. osmině, někdy také ještě na 2. a 5. osmině.
Slovem milonga se ale také označuje místo, kde veřejnost tančí (např. tančírna, club, bar), ať už na živou či reprodukovanou hudbu, zejména tři tance: tango, milongu a vals (někdy se říká také kreolský vals). Zřejmě největší koncentrace milong je v „rodišti“ argentinského tanga, tedy v Buenos Aires.
Pozn.: Oba významy jsou stejně časté; jejich odlišování vychází z kontextu.